# Telemann-Museum
Het Telemann-Museum is sinds 2011 een museum dat gewijd is aan de componist, dirigent en organist Georg Philipp Telemann. Het is gevestigd in het KomponistenQuartier Hamburg in het stadsdeel Hamburg-Neustadt.
Het museum werd in 2011 opgericht en is gevestigd in de Peterstraße, nabij het Brahms-Museum. Hierna vestigden zich nog vier musea in deze straat en werd de KomponistenQuartier Hamburg als overkoepelende museavereniging opgericht.
Het museum richt zich als enige ter wereld geheel op het leven en werk van Georg Philipp Telemann die er van 1721 tot zijn dood in 1767 heeft gewoond en gewerkt. Uitgelicht worden zijn persoonlijkheid, waaronder zijn passie voor zijn botanische tuin, en de betekenis die hij tijdens zijn leven op het muzikale en culturele leven heeft gehad. Uitgebreide aandacht krijgen zijn composities voor de burgerbevolking en van kerkmuziek.
Het museum herbergt oude archieven en beschikt over een uitgebreide bibliotheek die gericht is op de geschiedenis van muziek en cultuur in de 18e eeuw. In de exposities worden eerste uitgaven getoond, en ook allerlei gebruiksvoorwerpen, zoals een originele spinet uit 1730 van de bouwer Thomas Hitchcock die ook wordt gebruikt tijdens uitvoeringen in het museum.

## Impressie
|  |  |

|  |  |